# Àvia Remei
Remei Ribas Aguilera, coneguda com l'Àvia Remei, nasqué a Mataró al 1934. La seva passió per la cuina li ve de llarg. Començà a presentar-se a concursos de cuina per diversió i aconseguí diversos premis. Entre el 1990 i el 1999 intervingué en diferents programes de la televisió de Mataró; col·laborà en el programa Tocant Fusta, conduït per Espartac Peran, a Ràdio Argentona, i feu una demostració a TV3 de l'elaboració de la crema catalana. L'any 2000 participà en dos programes especials de Nadal, un a COM Ràdio i l'altre a RAC1, conduït per Ramon Pellicer. Durant el 2001 feu diverses demostracions, una de les quals fou a TV2, en què explicà com fer una gran cassola de conill amb cargols, i dues més, a TV3, sobre com fer un bon allioli i una mona de Pasqua casolana.
L'any 2001 publicà La cuina de l'Àvia Remei, que ja és tot un referent entre els llibres de cuina i que ha estat traduït al castellà. El Nadal del 2002 participà en el programa de TV3 La Columna, presentat per Júlia Otero, en què elaborà els plats típics de Nadal. El gener del 2003, fou entrevistada per Sílvia Cóppulo a COM Ràdio i feu recomanacions per a la dieta de després de les dates nadalenques. D'altra banda, des del 1998 participa en diferents programes menats per Martí Gironell, a Catalunya Ràdio, com ara El Pont de les Formigues, No Es Pot Aguantar i Interès General.
Fou col·laboradora habitual del programa Divendres de TV3 d'entre els anys 2009 i 2017.
Va aparèixer al programa Col·lapse de TV3 en el seu episodi número 22, juntament amb Espeartac Peran, per parlar del pas del temps i de les seves intervencions televisives sobre cuina.

## Obra
- La cuina de l'Àvia Remei (Cossetània Edicions, 2001). Traduït al castellà.
- Plats i secrets de l'Àvia Remei (Cossetània Edicions, 2003). Traduït al castellà.
- Àvia Remei, vull cuinar! (Cossetània Edicions, 2004). Traduït al castellà.
- L'Àvia Remei talla el bacallà (Cossetània Edicions, 2006). Traduït al castellà.
- Els millors plats de l'Àvia Remei: Trucs i recomanacions (Cossetània Edicions, 2009).
- Les Millors postres de l'Àvia Remei: 100 receptes (Cossetània Edicions, 2011).